# 밀성제일고등학교
밀성제일고등학교(密城第一高等學校)는 대한민국 경상남도 밀양시 내이동에 있는 사립 고등학교이다.

## 학교 연혁
- 1953년 4월 21일 : 재단법인 밀양명륜학원 설립 인가
- 1964년 1월 25일 : 재단법인 밀양명륜학원을 학교법인으로 변경
- 1970년 10월 26일 : 학교법인 밀양명륜학원을 학교법인 밀성학원으로 변경
- 1974년 1월 5일 : 밀성여자고등학교 설립 인가 (9학급)
- 1977년 8월 23일 : 밀성여자상업고등학교로 학칙 변경 인가 (9학급)
- 1982년 10월 2일 : 밀성여자상업고등학교 학칙 변경 인가 (18학급)
- 1999년 3월 1일 : 밀성정보고등학교로 교명 변경
- 2000년 7월 25일 : 특성화고등학교 지정, 2001. 3. 1.부터 시행
- 2006년 3월 1일 : 밀성제일고등학교로 교명 변경
- 2013년 3월 1일 : 학과 변경(경영정보과, 금융정보과, 정보처리과, 보건간호과)
- 2019년 4월 20일 : 학교법인 밀성학원 서종범 이사장 취임
- 2022년 3월 1일 : 학과변경(스마트경영과, 스마트IT과, 뷰티케어과, 보건간호과)
- 2022년 9월 1일 : 제16대 이창덕 교장 취임
- 2023년 2월 7일 : 제47회 졸업식(졸업생 58명, 누계 11,377명)
- 2023년 3월 2일 : 신입생 84명 입학
- 2024년 9월 1일 : 제17대 이종현 교장 취임

## 설치 학과
- 보건 간호과
- 뷰티케어과
- 스마트 IT과
- 스마트 경영과

## 참고 자료
- 밀성제일고등학교 - 한국교육학술정보원 학교알리미
- 공무원 사관학교